# Hedwig Müller von Asow
Hedwig Johanna Müller von Asow, geborene Böhme, (* 13. Januar 1911 in Dresden; † 15. Juni 1976) war eine deutsche Musikwissenschaftlerin und Musikepistolographin.

## Leben und Werk
Hedwig Müller von Asow publizierte unter anderem ein Faksimile von Ludwig van Beethovens Heiligenstädter Testament (Weimar 1947, Hamburg 1952, Wien 1957). Sie publizierte in Zeitschriften verschiedene Musikerbriefe.
Zusammen mit ihrem Mann, dem Musikwissenschaftler Erich Hermann Müller von Asow (1892–1964), veröffentlichte sie The Collected Correspondence and Papers of Christoph Willibald Gluck (London 1962). Sie schrieb ferner den Beitrag Frauen als Komponistinnen. Komponistinnen-Discographie (in: Musikerziehung XV, 1961/62), gekürzt als Komponierende Frauen (Kongress-Bericht Kassel 1962).
Seit 1967 wirkte Hedwig Müller von Asow als Musikepistolographin in Wien.
Sie starb 1976 im Alter von 65 Jahren und wurde in der Familiengrabstätte ihres Mannes auf dem Dresdner Johannisfriedhof beigesetzt.